# Autoblond
Autoblond is het tweede album van de band Vic du Monte's Persona Non Grata.

## Track listing
| Nr. | Titel                   |
| --- | ----------------------- |
| 1   | Autoblond               |
| 2   | Bars and Windows        |
| 3   | She's a Rocker          |
| 4   | Sweet Sixteen           |
| 5   | Cry Me a River          |
| 6   | Is it Safe              |
| 7   | Zero                    |
| 8   | The Road in Front of Me |
| 9   | Same Old Song           |
| 10  | Killing Spree           |
| 11  | Time to Fly             |
| 12  | Ghost Walks In          |
| 13  | Ikostola                |

## Bandleden
- Chris Cockrell (Vic du Monte) - zang, gitaar, bluesharp
- James Childs - basgitaar, keyboard, zang
- Sargon Dooman - gitaar
- Alfredo Hernandez - drum